# Частини тіла (фільм, 1997)
 Частини тіла є автобіографічним фільмом 1997 року написаний Леном Блумом і Майклом Колесніко. Головну роль зіграв сам Говард Стерн, Мері Мак-Кормак, Пол Джаматті, Керол Альт, Еллісон Дженні, Робін Сагайдаки і Фред Норріс. Режисер Бетті Томас виробництва Іван Рейтман, Фільм є адаптацією бестселерів 1993 року Говарда Стерна, його однойменної автобіографії. З яких стає зрозумілим його успіх на радіо.

## Сюжет
Фільм "Частини тіла" розпочинається виходом у шоу Говарда Стерна, головного героя фільму. Він намагається смішити людей, але перед ним постає постійна проблема: це зробити він не може. Все одно він виглядає смішним і люди сприймають його за неадекватну людину. Хто б це не був чоловік, який йому не подобається чи жінка, яка йому дуже навіть до вподобі - усі вони відчувають до нього відразу. 
Після цього вступу фільм набирає обертів з ретроперспективу. Коли Говард був маленьким хлопчиком і їхав з батьком 40 миль з передмістя Нью-Йорку глядачеві стає зрозумілим, що батько не дуже любить сина, бо постійно, що він робив - це лаяв свого сина. Але тим не менш син любив ті моменти у житті, коли батьки і він були разом. А разом вони могли бути тільки один раз на рік, коли батько забирав сина на роботу - Нью Йорську радіостанцію. Саме тоді, у дитинстві, маленький Говард збагнув, що він створений для шоу бізнесу. Він організовував пенсіонеркам лялькові вистави, але одного разу його лялькова кар'єра завершилась, коли він імітував секс між лялькою-жінкою і лялькою-чоловіком для пенсіонерів.
Говард жив у районі, куди заселялось багато негрів і виселялись білі американці, тому він був єдиним білим учнем у школі, де він пристрастився до наркотиків і, в результаті чого у нього розвивалась параноя.
Врешті-решт у родині Стернів постало питання, куди піти навчатись Говарду. Син виявив бажання працювати на радіо, але людина, яка все життя затикала йому рота, сказала, що на радіо потрібні люди, які можуть говорити, а Стерн, за його словами, і двох слів зв'язати не може. Тим не менш батько порадив вступити на факультет телерадіомовлення Бостонського університету.
Страшенно високий, вусатий, в окулярах Говард не мав успіху серед дівчат в університеті і він випробовував свої сили на студентському радіо - так почались його студентські роки в Бостонському університеті. З часом йому вдається подружитись з симпатичною дівчиною Елісон і влаштуватись на місцеву радіостанцію WRNW. Але не довго він працював на радіостанції. Після слів шефа, що Говард має "поганий голос і погану манеру ведення ефіру і, що йому ніколи не стати діджеєм", Говарда призначають на посаду програмного директора і з нього виходить непоганий менеджер, адже прибуток радіостанції завдяки рекламі зростав. І це при тому, що Говард стверджував, що не знав, що робити, але всі чомусь вірили, що він знає, що робить. Говард одружується з Елісон. Тим не менш, Говард розуміє, менедерство менеджерством, а покликання ведучає чекає ще на нього і він покидає радіостанцію і влаштовується на WCC, де свій перший ефір презентує дуже живенько і хаотично. Елісон також знаходить нову роботу.
Говард вдосканалюється у радіомистецтві і рейтинги радіостанції зростають. Бретані Терчад, актриса, яка дала Говарду інтерв'ю і запросила його на свою кінопрем'єру, намагалась звабити його. Проте Говард виявився чесним чоловіком і не пішов на підступи актриси, та це не допомогло йому. Елісон тепер не вірить своєму чоловікові, бо вірить в те, що він її зрадив.
З'явились непогані перспективи у Говарда на іншій радіостанції і необхідно було переїжджати в інше місто, і це він робить сам, оскільки дружина йому не пробачила. Не дуже веселе життя тепер у Говарда, оскільки ефір на новій радіостанції WWW також був надзвичайно жахливим і станція втрачала своїх радіослухачів.
WWW змінює свій формат ефіру і житті Говарда також починається нова сторінка, оскільки до нього повертається Елісон. Говард переїжджає до Вашингтону, на радіостанцію DC 101, де він починає а говорити в ефірі те, що думає. І він реально піднімає рейтинг радіостанції, коли змусив жінку телефоном і в прямому ефірі пережити оргазм. А коли дружина Говарда воліла терміново поговорити з ним, коли той був в прямому ефірі, Говард примусив її сказати те, що вона хотіла сказати і Елісон зізналася, що вона вагітна.
Говарда стає діджеєм номер 1 у Вашингтоні. NBC стає наступним притулком для Говарда, де він випробовує нерви не тільки свого начальства, а й багатьох радіослухачів. Стається дуже дивна річ, опитування показує, що ті, хто обожнює шоу Говарда слухають його більше години, а ті, хто ненавидить - 2 години. Розповсюджена відповідь на питання, чому ви слухаєте шоу Говарда Стерна - "цікаво, що він скаже далі!"
Позитивно закінчується фільм. Та жінка, яка сіла з ним на початку польоту в літаку, приязно почала ставитись до Говарда і ми дізнаємось, що Говар - люблячий чоловік і батько своїх трьох дітей.